# Anne Beathe Tvinnereim
Anne Beathe Tvinnereim (født 2. maj 1974 i Halden) er en norsk politiker og anden næstformand for Senterpartiet. Tvinnereim har siden 2021 været  udviklingsminister i Regeringen Jonas Gahr Støre siden 2021. 
Hun var ansat som politisk sekretær i Centerpartiet fra 1998 til 2000 og Senterpartiet Storting-gruppe fra 2002 til 2005. Tvinnereim var stedfortrædende politisk rådgiver i Transport- og Kommunikationsministeriet i 2006 og var fra 2011 til regeringsskiftet efter stortingsvalget i 2013. statssekretær i ministeriet for lokalstyre og regional udvikling. I 2013 blev hun valgt ind i Centerpartiets hovedbestyrelse. Fra 2020 er hun byrådsmedlem for klima og miljø i Viken amt.